# Sentix
sentix ist eine internetbasierte, wöchentliche Kapitalmarktumfrage, mit dem Ziel, das Sentiment sowie die Erwartungen und Handlungen von Kapitalanlegern zu ermitteln. Die erste Umfrage wurde im Februar 2001 durchgeführt.
Aus den Daten werden mehr als 400 verschiedene Indizes ermittelt, die als Stimmungsindikatoren in der Börsenanalyse, meist in Verbindung mit chart- und markttechnischen Analysen, breite Anwendung bei institutionellen und privaten Anlegern finden. Die Relevanz von Marktstimmungen für Trends an den Finanzmärkten ergibt sich aus der Behavioral Finance.

## Funktionsweise
sentix ermöglicht jedem Interessierten die Beteiligung an den wöchentlichen Kapitalmarktumfragen. Die Registrierung ist kostenlos. Die Teilnehmer werden wöchentlich per E-Mail zu einem Umfrageskript geleitet. Über einen standardisierten Umfragebogen werden die Anlegererwartungen und Einschätzungen ermittelt. Die Ergebnisse werden jeweils am folgenden Montag bereitgestellt.

### Ergebnisse
Jeder aktive Teilnehmer erhält Zugang zu den Daten in Form von Charts sowie eine Kommentierung durch die Betreiber der Website. Der Download der Daten sowie die kommerzielle Verwendung sind kostenpflichtig.

### Statistik
Derzeit sind etwa 5000 Investoren aus mehr als 20 Ländern in der Umfrage registriert. Ungefähr 1000 Investoren beantworten wöchentlich den Fragebogen.

## Indikatorenübersicht
Aus den Umfrageergebnissen werden folgende Indikatoren abgeleitet:
- Marktsentiment zu verschiedenen Anlagemärkten: Dieses reflektiert die Anlegererwartungen auf Sicht von einem Monat (kurzfristig) und von sechs Monaten (mittelfristig). Hierbei werden interpretierbare Unterschiede zwischen kurz- und mittelfristigen Anlegererwartungen[4] sowie zwischen den Anlegergruppen[5] festgestellt.
- Konjunkturindikatoren, die aufgrund der Berechnungsweise mit den bekannteren Indikatoren des ZEW[6] oder des ifo-Instituts vergleichbar sind.[7] Aufgrund der internetbasierten Erhebung weisen die sentix-Indikatoren oftmals Vorlaufeigenschaften auf.[8]
- Bevorzugte Anlagestile, zum Beispiel Präferenzen für bestimmte Marktsegmente (z. B. Schwellenmärkte beziehungsweise entwickelte Märkte) oder Anlagegattungen (Unternehmensanleihen gegenüber Staatsanleihen).
- Sektorsentiment, welche die Erwartungen der Anleger an 19 verschiedene Aktiensektoren (Branchen) auf Sicht von sechs Monaten reflektieren.
- Investorenpositionierung, die Auskunft geben sollen, in welchem Umfang Investoren Aktien- oder Bondengagements eingegangen sind.
- Euro Break-up Index, der die Wahrscheinlichkeit aus Sicht der Anleger für ein Auseinanderbrechen des Euros angibt.[9]

## Datenverfügbarkeit
Die Datenreihen sind auf verschiedenen Börsensystemen, so zum Beispiel bei Bloomberg L.P. oder Thomson Reuters oder im sentix-Datenportal verfügbar.

## Anwendung
Die Indikatoren sollen die Stimmungslage der Anleger reflektieren. Diese Stimmungen werden meist nach dem Prinzip der Contrary Opinion (etwa Vertreten einer gegenteiligen Meinung) ausgewertet, bei der davon ausgegangen wird, dass ein hohes Maß an Optimismus auch auf ein hohes Investment der Anleger im Markt und damit eine gewisse Sättigung des Kaufinteresses schließen lassen. Dementsprechend ist ein hohes Maß an Angst und Pessimismus ein positives Vorzeichen für die Märkte.
Da die Anlegererwartungen bei sentix zu verschiedenen Märkten und Themen erhoben werden, ist eine vergleichende Analyse (Intermarket-Analyse) möglich.

## Berichterstattung in den Medien
Über sentix wird regelmäßig in den Medien berichtet, so zum Beispiel im sentix-Marktradar des Handelsblatts, in der Börsen-Zeitung oder im Deutschen Anleger Fernsehen.